# Visayai ricsóka
A visayai ricsóka (Sarcophanops samarensis) a madarak osztályának verébalakúak rendjébe és a ricsókafélék (Eurylaimidae) családjába tartozó faj.
A magyar név forrással nem megerősített, lehet, hogy az angol név tükörfordítása (Visayan Broadbill).
Egyes rendszerbesorolások szerint az Eurylaimus nembe tartozik  Eurylaimus samarensis  néven.

## Előfordulása
A Fülöp-szigetek területén honos. Nedves trópusi és szubtrópusi síkvidéki erdők lakója.

## Megjelenése
Testhossza 14,5–15 centiméter, testtömege pedig 33,5–41,5 gramm. Feje és farka sötétvörös. Szárnya fekete, a torkán és a szárnyán egy fehér sáv található.

## Életmódja
Párban, kis csoportokban vagy vegyes fajú csoportokban él. Legfőképp rovarokkal táplálkozik, de kis mennyiségben gyümölcsöt is eszik.

## Szaporodása
Szaporodási időszaka február és június közé esik.